# Ассаат
Ассаат (индон. Assaat), впоследствии известный как Ассаат Датук Мудо (индон. Assaat Datuk Mudo); род. 18 сентября 1904 года – ум. 16 июня 1976 года) — индонезийский государственный деятель. Президент Республики Индонезии в составе Соединённых Штатов Индонезии (1949-1950). Министр внутренних дел Индонезии (1950-1951).

## Биография
Ассаат родился 18 сентября 1904 года в деревне Кубанг-Путиа, ныне входящей в состав десы (сельского поселения) Банухампу, округ Агам, провинция Западная Суматра.
Получил начальное образование как в школах, открытых нидерландской колониальной администрацией, так и в исламских школах. Среднее образование получил в Паданге, где изучал ислам. Также учился в нидерландской средней школе, после окончания которой поступил в школу для коренного населения в Батавии (ныне Джакарта) . 
В дальнейшем Ассаат избрал юридическую карьеру, поступив в Высшую школу права Батавии. Одновременно с учёбой, Ассаат начал заниматься политической деятельность: в это время он вступил в молодёжную организацию Jong Sumatranen Bond, затем присоединился к организации Perhimpunan Pemuda Indonesia. 
В 1929 году Ассаат вступил в Партию Индонезии, где стал одной из ведущих фигур, наряду с Аднаном Капау Гани, Адамом Маликом и Амиром Шарифуддином. Впоследствии из-за своей политической активности он не смог сдать выпускные экзамены и был вынужден оставить учёбу в Высшей школе права. Для завершения образования он отправился в Нидерланды, где получил степень бакалавра права.
После провозглашения независимости Индонезии Ассаат стал членом Центрального национального комитета Индонезии (ЦНКИ). 28 января 1948 года, после ухода председателя Рабочего кабинета ЦНКИ Супено на должность министра по делам молодёжи и спорта, он был назначен его преемником. В декабре 1948 года был захвачен в плен голландскими войсками и, наряду с рядом других деятелей национально-освободительного движения, отправлен в ссылку на остров Банка.
В 1949 году, после Гаагской конференции круглого стола, Ассаат был освобождён. По решению конференции, на территории бывшей Голландской Ост-Индии создавалось федеративное государство Соединённые Штаты Индонезии (СШИ), включавшее в себя в качестве штатов Республику Индонезию (РИ), за которой сохранилась лишь часть территории Суматры, Явы и Мадуры, и ряд государственных образований, созданных голландцами в ходе войны. В декабре 1949 года Ассаат был избран президентом РИ в составе СШИ и оставался на этом посту до августа 1950 года, когда СШИ были распущены и вновь заменены унитарной РИ.
После ухода с президентского поста Ассаат стал депутатом Совета народных представителей; в 1950-191 гг. занимал пост министра внутренних дел в кабинете Мохаммада Натсира. Был известен как сторонник жёстких мер в отношении индонезийских китайцев; под его руководством было создано так называемое «Движение Ассаата», объявившее своей целью изгнание китайцев из Индонезии.
В конце 1950-х годов Ассат начал открыто критиковать Сукарно. В 1958 году он участвовал в восстании под руководством Революционного правительства Республики Индонезии. После поражения восстания был арестован, начиная с 1962 года находился в заключении; при этом официального приговора в его отношении вынесено не было. Освобождён в 1966 году, после смены власти в стране.
Ассаат скончался 16 июня 1976 года в Джакарте.

## Семья
Ассаат был женат, его жену звали Русия (индон. Roesiah). В их семье было четверо детей: Рас Сулайман Ассаат (индон. Ras Soelaiman Assaat), Аминулла Ассаат (индон. Aminullah Assaat), Люси Сакура Ассаат (индон. Lucy Sakura Assaat) и Икбал Ассаат (индон. Iqbal Assaat)